# Пески (Черниговский район)
Пе́ски (укр. Пі́ски) — село Черниговского района Черниговской области Украины, центр сельского Совета. Расположено в 26 км к востоку от районного центра и железнодорожного узла Чернигов. Население 445 человек.
Код КОАТУУ: 7425586601. Почтовый индекс: 15533. Телефонный код: +380 462.

## Власть
До 11 сентября 2016 года орган местного самоуправления — Песковский сельский совет. Почтовый адрес: 15533, Черниговская обл., Черниговский р-н, с. Пески, ул. Новая, 2.
Песковскому сельскому совету, кроме Песок, были подчинены сёла:
- Еньков;
- Подгорное.

11 сентября 2016 года была создана Ивановская сельская община, 12 июня 2020 года в состав которой вошло село, согласно Распоряжению Кабинета Министров Украины № 730 от 12 июня 2020 года.